# Hans Noever

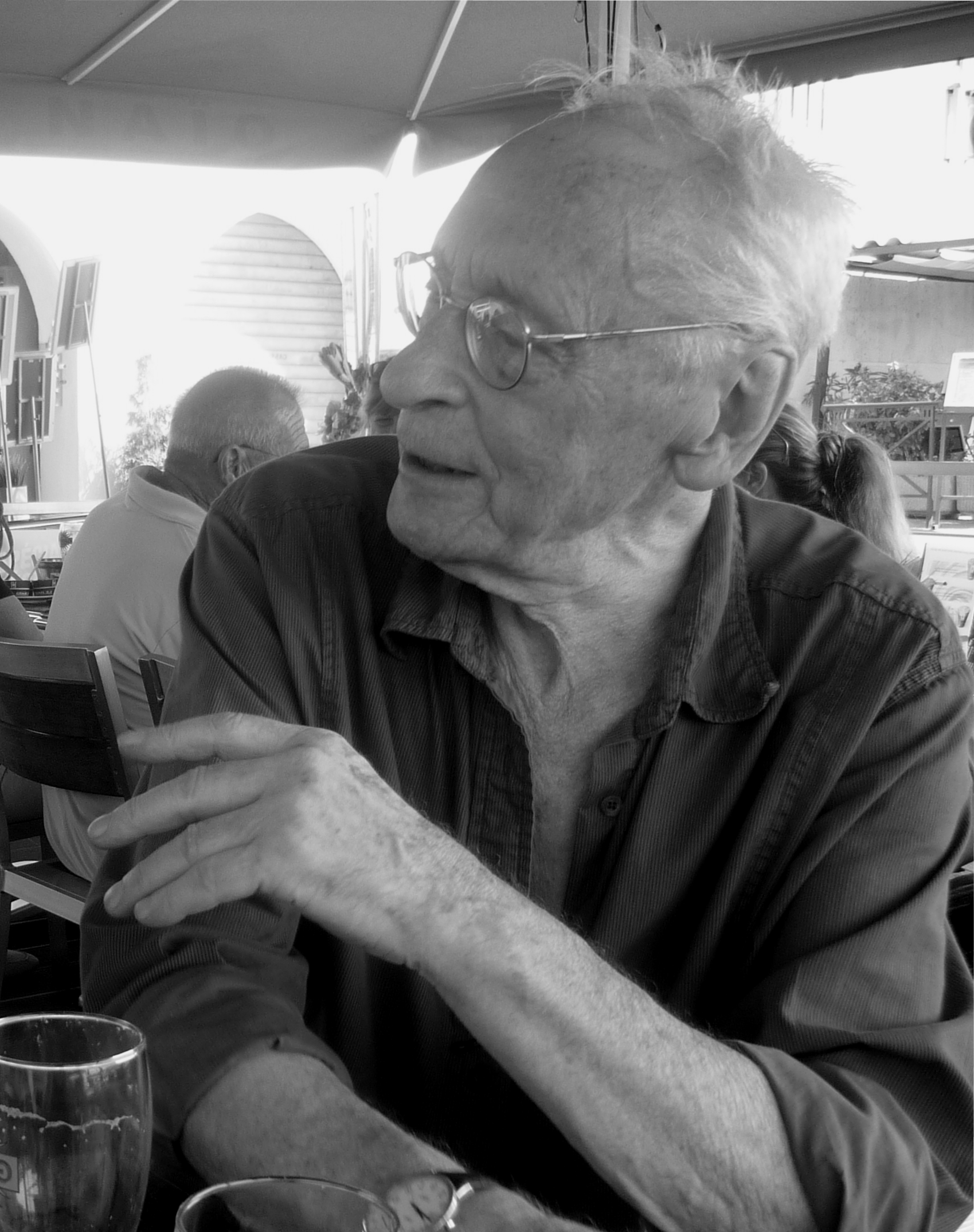
Hans Noever in Südfrankreich (2012)

Hans Noever (* 10. Mai 1928 in Krefeld) ist ein deutscher Filmregisseur, Drehbuchautor, Schauspieler und Hörspielautor.

## Leben
Der Autodidakt Hans Noever übernahm zunächst Gelegenheitsjobs bei Verlagen und beim Fernsehen. Er unternahm zwischen 1949 und 1955 ausgedehnte Fußreisen durch Europa und Nordafrika. In dieser Zeit begann er mit dem Schreiben von Prosa und Lyrik. 1961 wurde sein Theaterstück Vers Kazan (Nach Kasan) in Paris am Théatre Du Vieux Colombier uraufgeführt. 1966 erschien sein Roman Venedig liegt bei Cleve im Luchterhand Verlag, 1967 las er seinen Text Baerwinckel hin und her, erschienen im Scherz Verlag (1967), bei der Gruppe 47 in der Pulvermühle. 1971 erschien sein Hörspiel Terror oder wann kommt Vetter Enno, und 1973 das Hörspiel Der Tod meines Vaters, wofür er den Hörspielpreis der Kriegsblinden erhielt.
Ab Mitte der 1960er-Jahre drehte Hans Noever Dokumentarfilme. 1972 erschien, inspiriert von französischen Gangsterfilmen, sein erster Spielfilm Zahltag. 1973 folgte der Dokumentarfilm Bannister ist verschwunden, ein Krimi über die Suche nach einem verschwundenen Amerikaner. Noevers Spielfilm Die Frau Gegenüber, für den er auch das Drehbuch schrieb, war Eröffnungsfilm der Semaine de la critique (Cannes 1978) und wurde beim Chicago International Film Festival 1978 für goldenen Hugo nominiert. Sein in den USA gedrehter Spielfilm Der Preis fürs Überleben mit Michel Piccoli als Hauptdarsteller war Eröffnungsfilm der Berlinale 1980; für sein ebenfalls in den USA gedrehtes Roadmovie Lockwood Desert Nevada erhielt er 1987 den Bayerischen Filmpreis. Im gleichen Jahr wurde er mit dem Hofer Filmpreis geehrt.
Auch seine späteren Filme waren vorzugsweise im Krimi-Genre angesiedelt. Er drehte mehrere Folgen der Reihen Tatort, Peter Strohm und Ein Fall für zwei. 1990 erhielt er den Grimme-Preis für Regie für die TV-Serie Reporter. Meist war Noever dabei am Drehbuch beteiligt. In vielen seiner Filme und denen befreundeter Regisseure trat er als Darsteller auf.
1975 war er Gründungsmitglied und bis 1977 Gesellschafter des Filmverlags der Autoren. 1975 bis 1977 lehrte er als Dozent an den Hochschulen für Fernsehen und Film in München und Berlin.
Hans Noever war mit der Produzentin Denyse Noever (* 1936) verheiratet, die als Mitbegründerin der DNS- / Olga-Film einige seiner Spielfilme produzierte. Heute lebt er mit seiner zweiten Ehefrau, der Dokumentarfilmerin und Autorin Ursula Jeshel, zusammen.

## Filmografie
- 1967: Eine Luftreise, ein Abenteuer, etwas für Kenner (Co-Regie, Dokumentarfilm)
- 1967: Der sanfte Lauf (Co-Drehbuch und Darsteller)
- 1969: Wie es war – Paris, den 16. März 1968 (auch Drehbuch)
- 1970: Vor 50.000 Jahren war die Themse ein Nebenfluß des Rheins...
- 1970: Ein großer graublauer Vogel (Co-Drehbuch)
- 1970: Frankenstein am Rhein (TV, auch Drehbuch)
- 1972: Fremde Stadt (Darsteller)
- 1973: Zahltag (auch Co-Drehbuch)
- 1974: Bannister ist verschwunden (auch Drehbuch und Produktion, Sprecher)
- 1975: Bernard Antoine, Metroconducteur (TV-Dokumentarfilm, auch Drehbuch)
- 1975: Ich weiß, dass die Sonne… (TV-Dokumentarfilm, auch Drehbuch)
- 1976: Der kaputte Traum (TV-Dokumentarfilm)
- 1976: Meier aus Bali (TV-Dokumentarfilm)
- 1976: Meine Liebe, Deine Liebe (Kurzspielfilm, auch Drehbuch)
- 1977: Manaus – Kautschuk – Caruso & Companie (TV-Dokumentarfilm, auch Drehbuch)
- 1978: Die Frau gegenüber (auch Drehbuch)
- 1978: Messer im Kopf (Darsteller)
- 1979: Die Nacht mit Chandler (auch Drehbuch)
- 1979: Der Preis fürs Überleben (auch Co-Drehbuch und Titelmusik)
- 1980: Gibbi Westgermany (Darsteller)
- 1980: Endstation Freiheit (Darsteller)
- 1980: Total vereist (auch Co-Drehbuch und Darsteller)
- 1982: Der Mann auf der Mauer (Darsteller)
- 1982: Die Flügel der Nacht (auch Co-Drehbuch, Musik, Darsteller)
- 1983: Julius geht nach Amerika (auch Drehbuch)
- 1983: Wanda (TV, auch Drehbuch und Darsteller)
- 1985: Gefahr für die Liebe – AIDS
- 1986: Lockwood Desert, Nevada (auch Drehbuch)
- 1989: Reporter (TV-Serie)
- 1989: Tod im Schlafsack (TV-Serie Ein Fall für zwei)
- 1989: Katjas Schweigen (TV-Serie Tatort)
- 1990: Schimanskis Waffe (TV-Serie Tatort)
- 1991: Telefongeld (TV-Serie Tatort)
- 1993: Stahlwalzer (TV-Serie Tatort)
- 1993: Das Sahara-Projekt (TV-Serie)
- 1995: Im Herzen Eiszeit (TV-Serie Tatort)
- 1996: Der Eierdieb (TV-Serie Peter Strohm)
- 1996: Blutsverwandte (TV-Serie Peter Strohm)
- 1996: Kolportage (TV-Serie Tatort)
- 1997: Hahnenkampf (TV-Serie Tatort)
- 1998: Allein in der Falle (TV-Serie Tatort)
- 2000: Die Möwe (TV-Serie Tatort)
- 2002: Verrat (TV-Serie Tatort)

## Auszeichnungen
- 1973: Hörspielpreis der Kriegsblinden für Der Tod meines Vaters
- 1987: Internationale Hofer Filmtage: Filmpreis
- 1988: Bayerischer Filmpreis für Lockwood Desert, Nevada
- 1990: Adolf-Grimme-Preis mit Silber für die 1. und 2. Folge von Reporter (zusammen mit Klaus Emmerich, Walter Kreye, Renan Demirkan und Jürgen Holtz)